# Hywel ap Rhodri Molwynog
Hywel ap Rhodri Molwynog (? - †825) également connu dans certaines généalogies comme Hywel Farf-fehinog ap Caradog (c'est-à-dire: Barbe Graisseuse) était un roi de Gwynedd.

## Origine incertaine
On considère, traditionnellement qu' Hywel est le fils de Rhodri le Chauve et Morne et le frère de Cynan Dindaethwy ap Rhodri Alternativement Peter Bartrum considère qu'il s'agit d'un souverain fictif et identifie Hywel avec Hywel Farf-fehinog, le fils de Caradog ap Meirion roi de Rhos et usurpateur du royaume de Gwynedd.

## Règne
En tout état de cause Hywel et Cynan se sont disputé le contrôle de l'Anglesey au début du IXe siècle. Cynan mourut en 816 et Hywel régna sur le Gwynedd jusqu'à sa mort. À la mort de Hywel en 825, la descendance mâle directe de Cunedda s'éteignit et ce fut Merfyn aux Taches de Rousseur qui prit le trône, la lignée de Cunedda perdurant en ligne féminine par l'intermédiaire d'Ethyllt, la fille de Cynan Dindaethwy ap Rhodri.

## Sources
- (en) Mike Ashley The Mammoth Book of British Kings & Queens Robinson (Londres 1998)   (ISBN 1841190969) « Hywel Gwynedd  814-825 » p. 148-149.
- (en) Peter Bartrum, A Welsh classical dictionary: people in history and legend up to about A.D. 1000, Aberystwyth, National Library of Wales, 1993 (ISBN 9780907158738), p. 424 HYWEL ap RHODRI MOLWYNOG (Fictitious)  & 425-426 HYWEL FARF-FEHINOG ap CARADOG. (d.825)
- (en) Kari Maund The Welsh Kings: Warriors, warlords and princes. The history Press, Stroud 2006  (ISBN 9780752429731).